# Balsa de agua

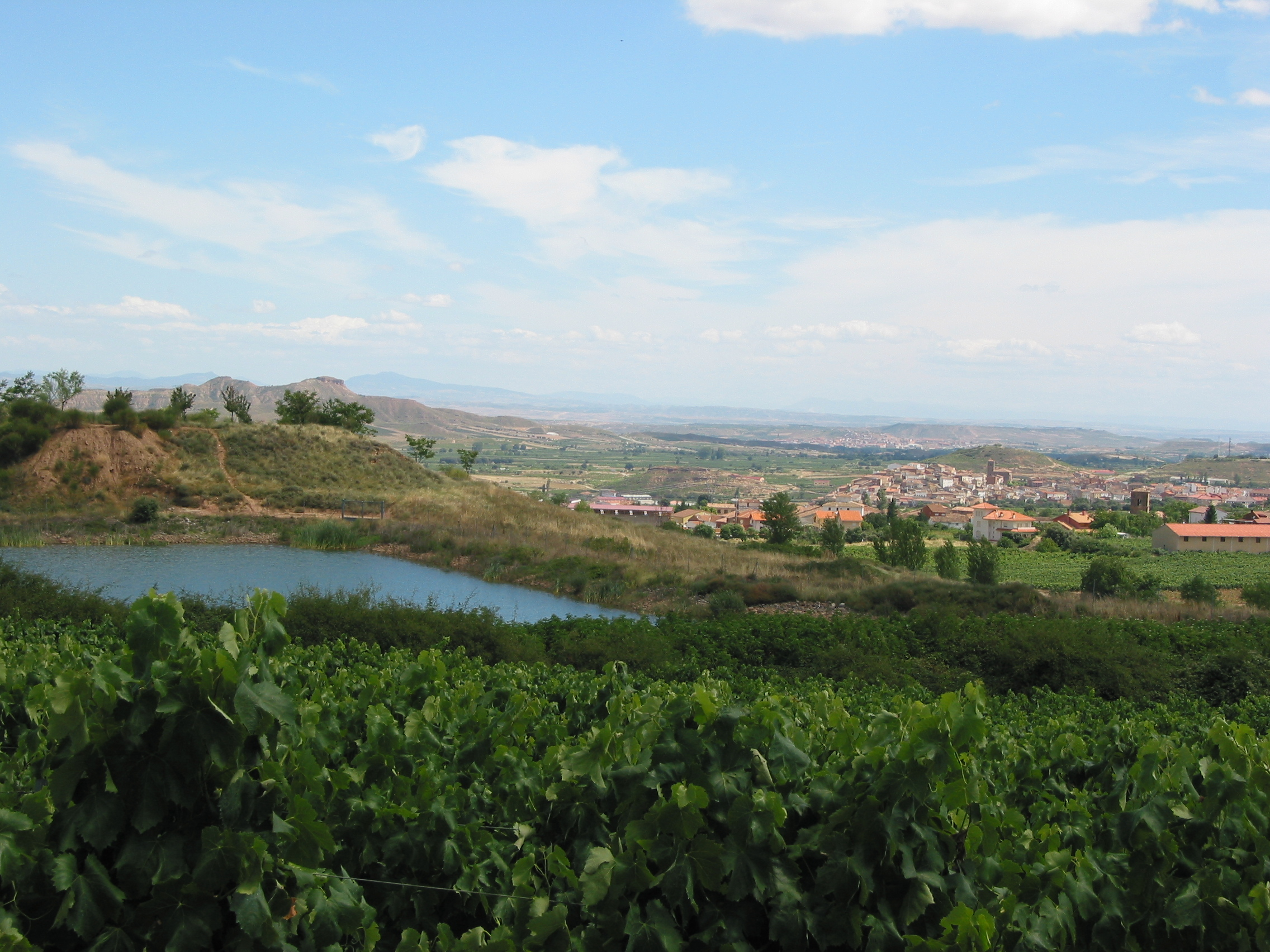
Balsa de Medrano (La Rioja, España).

Una balsa es un hueco del terreno que se llena de agua, natural o artificialmente. En este artículo se habla fundamentalmente del concepto de balsa definido en el Reglamento del Dominio Público Hidráulico de España en el que se define una balsa como la "obra hidráulica consistente en una estructura artificial destinada al almacenamiento de agua situada fuera del cauce y delimitada, total o parcialmente, por un dique de retención".

## Objetivo
El objetivo principal de la balsa es ayudar a equilibrar la oferta con la demanda de agua, ya sea para riego o abastecimiento. Para realizar esta función las balsas son las obras que más fáciles resultan para construir por la iniciativa privada, al tener menos coste que una presa. Debido a esto su construcción se ha difundido mucho por todo el mundo.

## Planeamiento

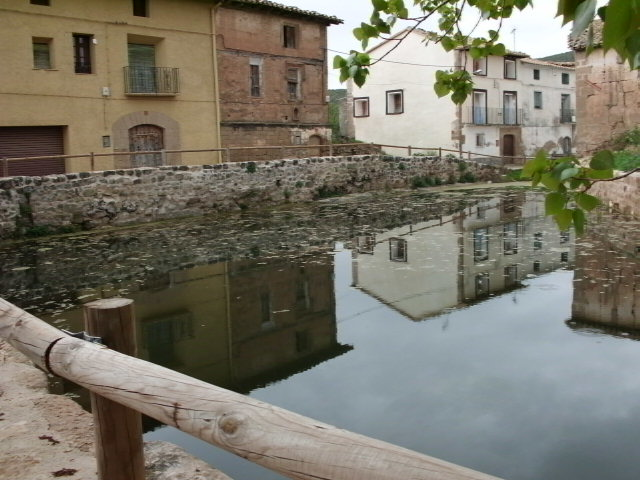
Balsa de la localidad española de Morrano en Huesca.

Para realizar una presa deberemos considerar los siguientes factores:
- Accesibilidad
- Proximidad entre la zona de alimentación y la zona de consumo de agua

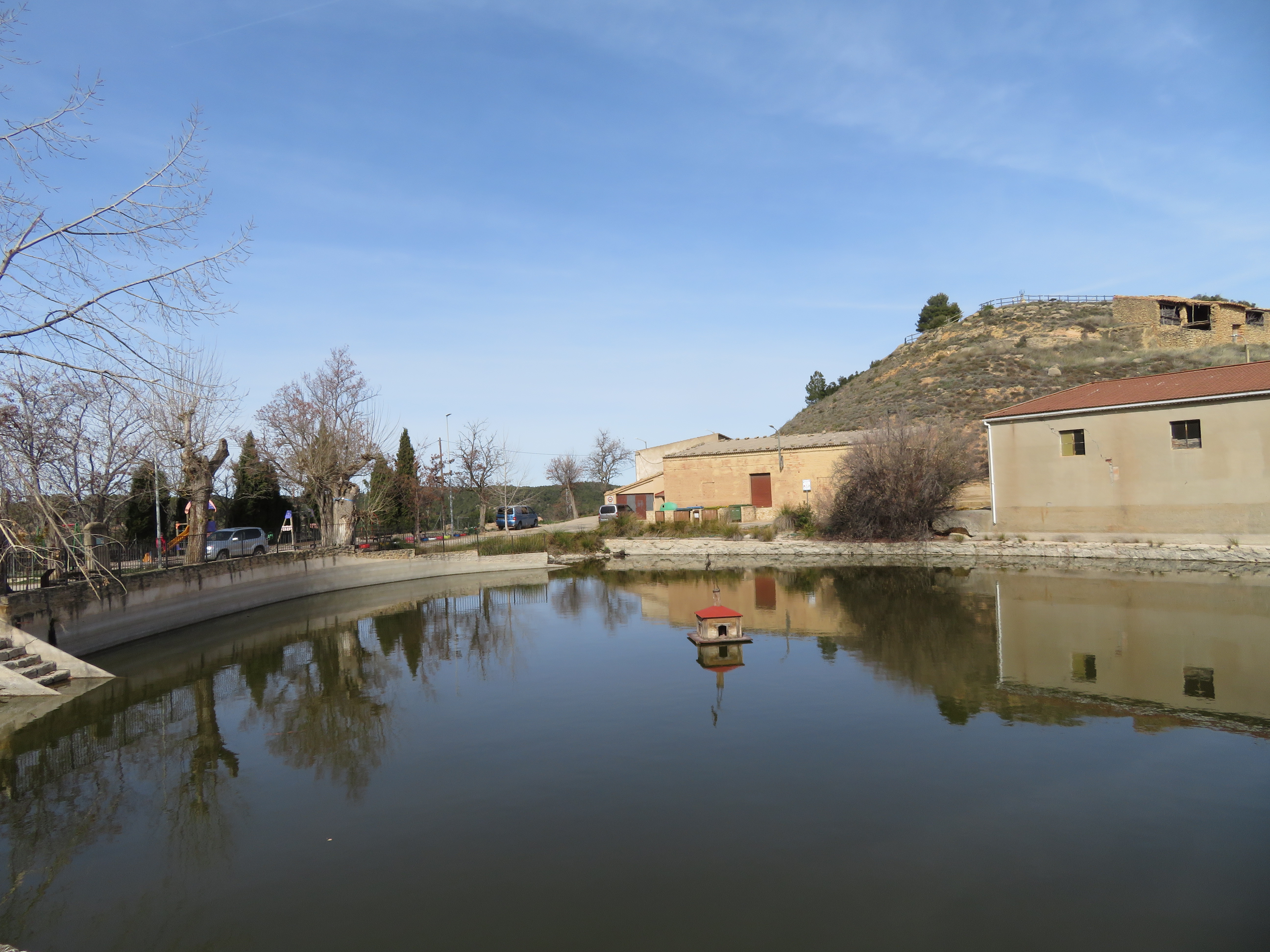
Balsa de agua comunitaria del municipio de Fórnoles (Teruel).

- Balsa de agua comunitaria del municipio de Fórnoles (Teruel).Precio del terreno y calidad de este, para permitir la compactación.
- Riesgos sísmicos, que influirán en la pendiente del talud. A mayor pendiente mayor riesgo.
- Orientación del depósito
- Climatología (Lluvias, temperaturas extremas...)
- La geología: Es necesario saber las características geomecánicas del terreno para poder definir la pendiente de taludes, los asentamientos o la geometría del depósito.

### Geometría de la balsa

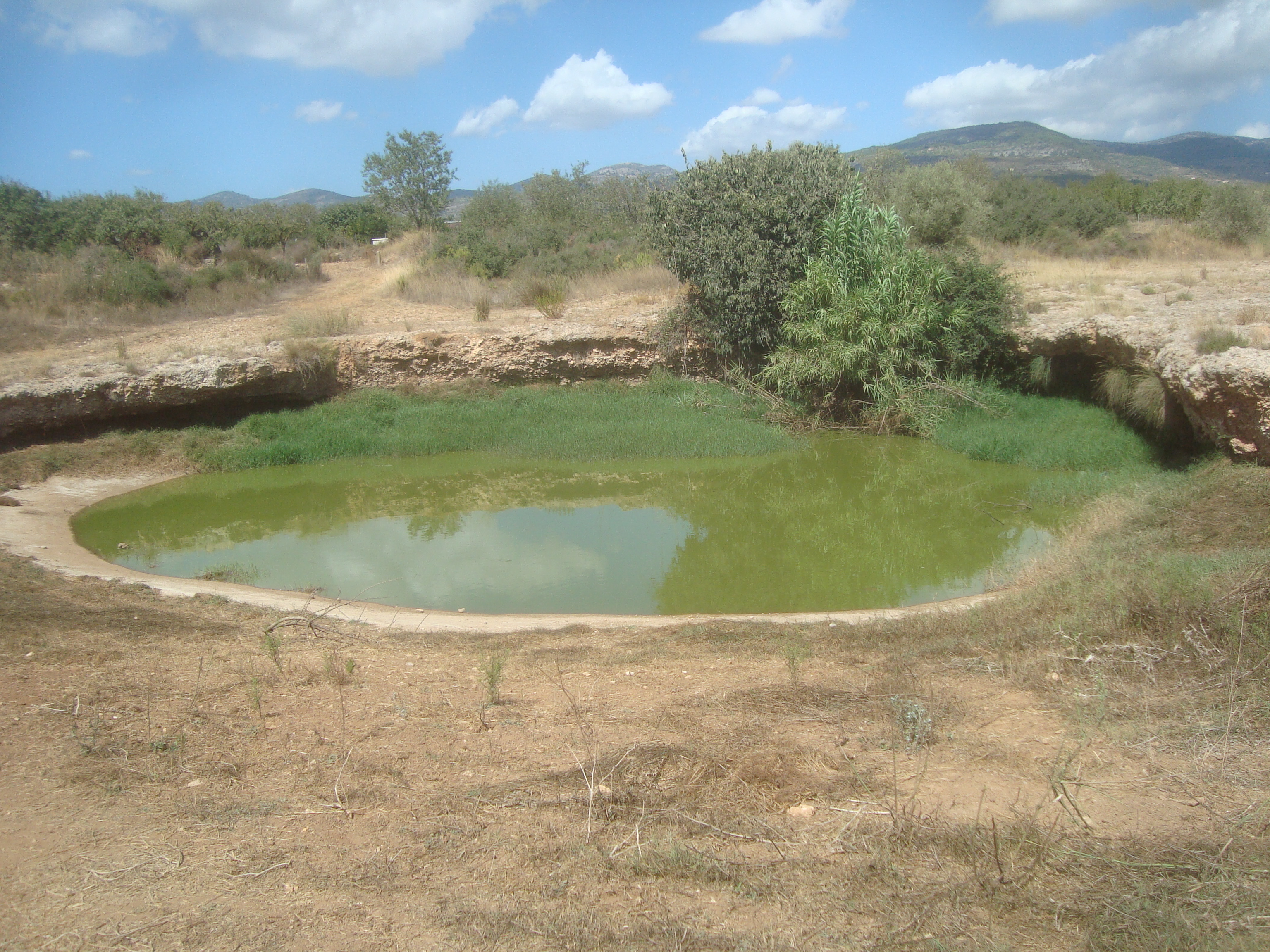
Bassa de les Danses-Balsa de las Danzas, lugar de abrevadero de la cañada del Pas de la Fusta (Benllóc, Castellón, España).

Las balsas suelen ser de formas troncopiramidales inversas. Su geometría se define a partir del conocimiento de la morfología del terreno, del material de impermeabilización a instalar y de otros factores.

### Materiales empleados
Para conseguir la impermeabilidad de la balsa se puede usar:
- Materiales naturales como la arcilla. Será necesario disponer de tongadas de arcilla. Es el mejor material si existe en las proximidades. A veces se usa otro material en los taludes que sea más resistente.
- Materiales artificiales:
  - Aglomerado asfáltico: Su coste es alto. Se usa en taludes de 1/1'80 o incluso 1/1'60.
  - Pantalla de hormigón armado
  - Láminas sintéticas delgadas: Son las más usadas y estudiadas. Son un conjunto de productos derivados de los polímeros sintéticos que se conocen más comúnmente como geosintéticos.[2]

## Elementos de una balsa
- Capa soporte o soporte base: Ofrece una superficie continua y regualar repartiendo los posibles asentamientos diferenciales. Puede ser el propio suelo natural u hormigón poroso. No puede haber irregularidades mayores de 2 mm si se quiere poner una lámina.
- Drenaje
- Capa de protección
- Muro perimetral de anclaje
- Entrada del agua
- Salida del agua
- Aliviaderos